# 김창훈 (1993년)
김창훈(한국 한자: 金昶勳, 1993년 9월 20일 ~ )은 대한민국의 전 축구 선수이며, 포지션은 수비수였다.